# Seuil morvano-vosgien
Le seuil morvano-vosgien est un seuil géographique de France métropolitaine. Situé entre le Morvan et le massif des Vosges, il sépare le Bassin parisien et le bassin du Sud-Est.

## Géographie physique

### Topographie
Le « super-seuil » morvano-vosgien s'étend sur une partie des territoires des régions Bourgogne-Franche-Comté et Grand Est. Il est constitué du nord vers le sud par le seuil de Lorraine, le seuil de Langres (plateau de Langres et Barrois champenois) et le seuil de Bourgogne[réf. souhaitée].

### Orographie
Le relief-directeur, d'orientation générale nord-est / sud-ouest, est structuré par la cuesta du Barrois champenois à l'ouest, le plateau de Langres-Châtillonnais au centre, la côte d'Or au sud et les « plateaux de la Saône » (Apance-Amance, seuil de Lorraine et Vôge) au nord-est. Cette structure orographique est séparée du Morvan par la faible dépression de l'Auxois.

### Histoire géologique
Le seuil morvano-vosgien, dont le socle participe du plissement hercynien, correspond à un détroit de la chaîne hercynienne séparant les mers de l'océan Téthys recouvrant le Bassin anglo-parisien et le Bassin rhodanien au Keuper (Trias supérieur). Son histoire géologique est tributaire des processus d'épirogenèse et de sédimentation ayant concerné le sud-est du Bassin parisien. La géomorphologie dominante alternant plateaux et côtes procède de l'érosion hydro-chimique de ses formations sédimentaires lors des phases de réennoyage de ce dernier. Ce processus est lié aux cycles de régressions et transgressions marines et lagunaires l'ayant affecté depuis le début du Paléocène.

### Géomorphologie
Les plateaux et côtes du seuil sont assis sur un faible anticlinal dont la surrection résulte de l'orogenèse alpine. Les strates de ce relief sont essentiellement constituées de calcaires (du Dogger), calcaires marneux (du Lias et du Dogger) et grès (du Trias et du Lias). L'ensemble sédimentaire étant soumis à une importante solvatation, sa structure dominante karstique comporte un réseau hydrogéologique étendu. Ce réseau est notamment à l'origine d'exsurgences telles que celles de la Douix, de la Bèze, de la Coquille, de la Laigne, de la Marne, du Corgebin, de « Fontaine-Couverte » (résurgence du Ru-Dieu), du Salon, de la Suize, de la Jacquenelle (affluent de l'Amance) et du Vannon (affluent de la Petite-Saône). Outre ces exsurgences, le seuil compte de nombreuses cavités naturelles et rivières souterraines y étant associées, à l'instar du système hydrogéologique de Francheville dont le développement est d'environ 28 km.

### Hydrographie
L'ensemble de plateaux constitutifs du seuil morvano-vosgien est entaillé par un important réseau hydrographique, les cours d'eau ci-après y prenant leur source :
- la Seine et notamment ses affluents suivants : le Revinson (avec comme sous-affluent notamment la Coquille), le Brévon, la Laigne, l'Ource, la Marne (avec comme sous-affluents notamment la Traire, la Suize et le Rognon), l'Aube (avec comme sous-affluent notamment l'Aujon)…
- la Meuse et notamment ses affluents suivants : le Flambart, le Mouzon (avec comme sous-affluents notamment le Bani et l'Anger), le Vair (avec comme sous-affluents notamment le Petit Vair et la Vraine)…
- la Saône et notamment ses affluents suivants : l'Ourche, le Côney (avec comme sous-affluent notamment le Bagnerot), l'Apance, l'Ougeotte, l'Amance, le Salon, la Vingeanne, la Bèze (avec comme sous-affluent notamment l'Albane), la Tille (avec comme sous-affluents notamment l'Ignon, la Venelle, la Norges, le Crône et l'Arnison), l'Ouche, la Vouge…

L'orographie décline trois hauts bassins versants dominants ; les lignes de crêtes délimitant le partage des eaux entre ceux de Saône-Rhône, de la Meuse et de la Seine. Le « point triple majeur » de la répartition des eaux entre Méditerranée, Manche et mer du Nord est sur la côte de Récourt-Poiseul fermant le sud-ouest de la faible dépression du Bassigny (sur le chemin de Falouande, au sud du lieu-dit les Marchais), à environ deux kilomètres au nord-ouest du mont Mercure au pied duquel subsistent les vestiges d'une villa gallo-romaine.

## Géographie humaine
Au moins depuis le début du Néolithique centreuropéen, le seuil morvano-vosgien constitue une zone d'échanges culturels et économiques entre le Bassin méditerranéen, l'Europe centrale et l'Arc atlantique. À l'époque gauloise, il était occupé par les Lingons (Langres), les Mandubiens (Alésia) et les Éduens (Bibracte). Lingons et Mandubiens contrôlaient notamment l'aire de rupture de charge entre les batelleries de la Seine et de la Saône, les Éduens contrôlant celle entre la batellerie de cette dernière et celle de la Loire. Outre le trafic fluvial, le territoire du seuil morvano-vosgien constituait un important carrefour routier de la Gaule romaine.
En matière de transports actuels, ce « carrefour » est maillé par un réseau d'intérêt national, voire européen :
- intersection des itinéraires d'intérêt européen E-17, E-21 et E-54 ;
- jonction ferroviaire des lignes Paris – Mulhouse et Luxembourg – Dijon ;
- Canal entre Champagne et Bourgogne.